# 朗绍
朗绍（法語：Ranchot，法語發音：[ʁɑ̃ʃo]），法国东部市镇，位于勃艮第-弗朗什-孔泰大区汝拉省，隶属于多勒区，其市镇面积为6.91平方公里，2022年1月1日时人口数量为507人，在法国市镇中排名第16,410位。
朗绍位于汝拉省北部，杜河畔，多条公路在此交汇。

## 地名来源
“Ranchot”一名的来源及含义均尚有待考证。

## 历史
朗绍的早期历史尚不清楚。根据当地市镇公共社区官方网站的论述，朗绍境内曾发现旧石器时代晚期的人类活动遗迹。中世纪时，朗绍长期为一处普通农业聚落，路易十一及路易十四均曾率兵通过朗绍所在的杜河河谷。法国大革命后，朗绍成为汝拉省的一个市镇。工业革命期间，途经朗绍的多勒—贝尔福铁路建成通车。1836年，横跨杜河的桥梁建成，后在1910年的洪水中被毁，复建后在二战期间再次遭到破坏。1952年，朗绍境内曾建成一处游戏机厂，后于1972年倒闭。新的杜河大桥于1982年建成。

## 地理

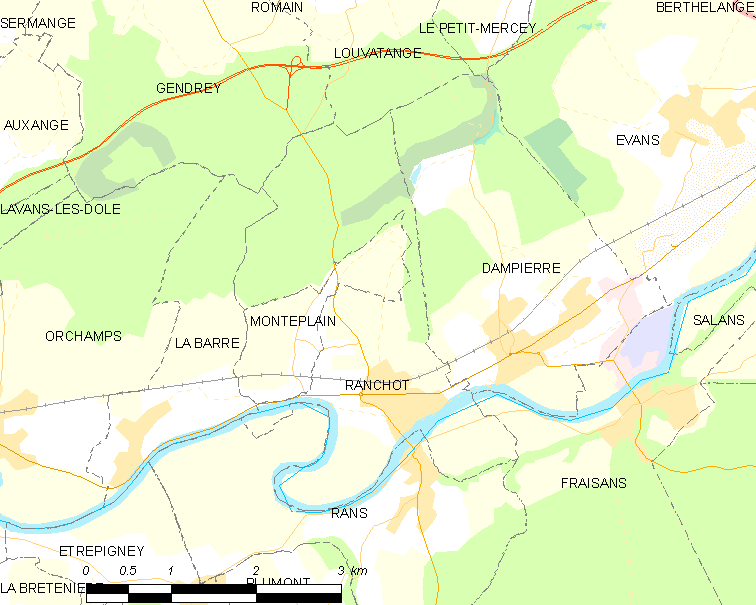
朗绍市镇范围地图

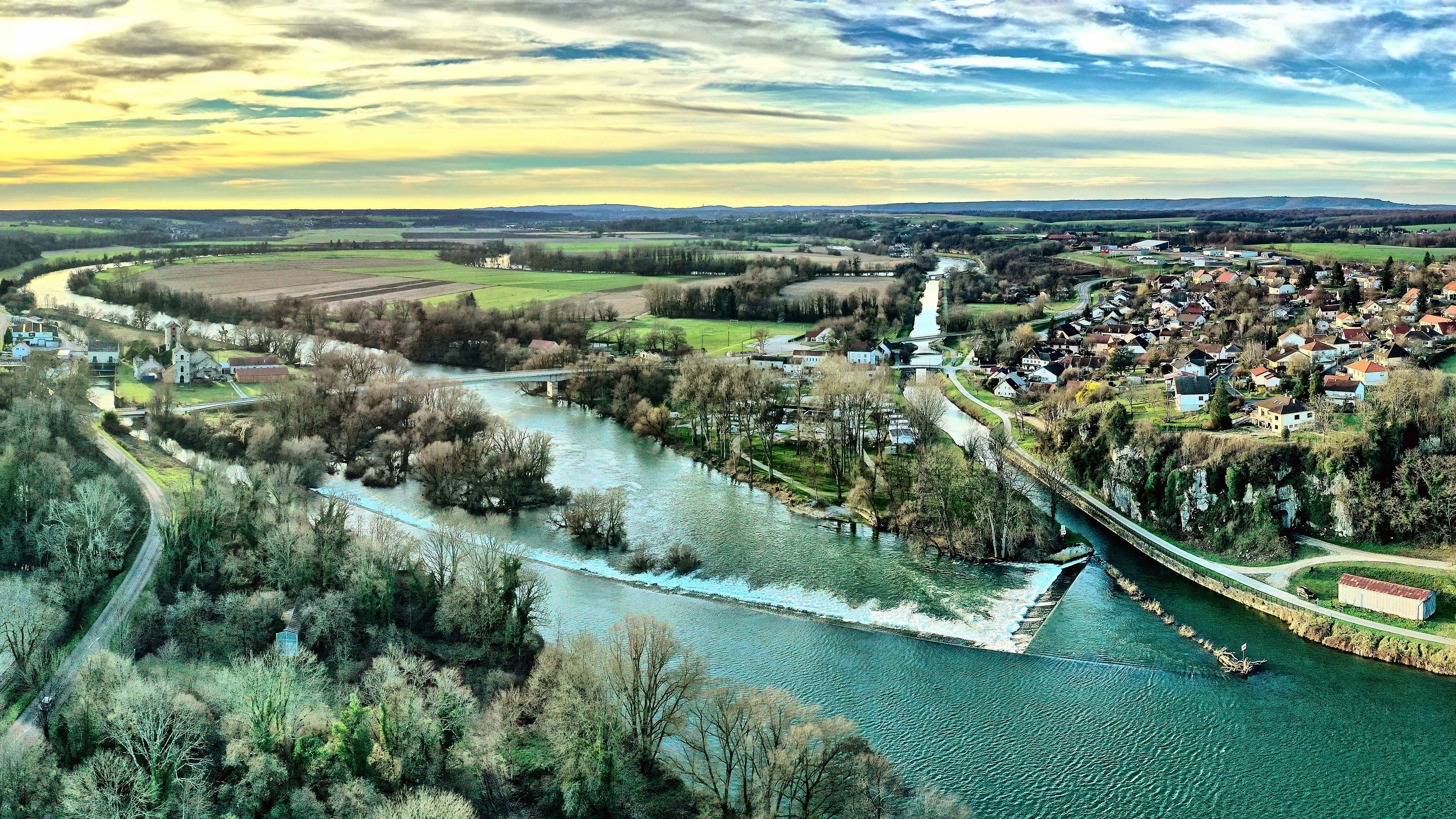
航拍杜河畔的朗绍

朗绍位于法国东部偏北，勃艮第-弗朗什-孔泰大区东部和汝拉省北部，距离省会隆斯勒索涅大约66公里（需横穿Forêt de Chaux）。与朗绍接壤的市镇包括：拉巴尔、当皮埃尔、弗赖桑、让德雷、卢瓦唐日、蒙特普兰和朗。

### 地形
朗绍位于汝拉布雷斯-多勒地区腹地，境内以浅丘为主，市镇中心位于一处河谷右岸，整体地势自南向北有所抬升，全境海拔在209到262米之间。

### 水文
杜河自东向西流经朗绍市区南部并向南形成一处“U”字形曲流，人工开凿的罗讷河—莱茵河运河裁弯取直经过朗绍市区。

### 植被
朗绍属于温带阔叶混交林区，林地广泛分布于河流附近及坡地地带，市镇东北部为拉瓦什树林（Bois de La Vache）。
在鲜花城市的评比中，朗绍暂未被评级。

### 气候
朗绍在柯本气候分类法中属于带有大陆性气候特征的温带海洋性气候（Cfb）。

## 行政区划
朗绍的市镇编号为39451，邮政编号为39700。
在行政管理方面，朗绍隶属于法国勃艮第-弗朗什-孔泰大区汝拉省多勒区；在地方选举方面，朗绍隶属于蒙苏沃德雷县，其市镇范围全境被划入汝拉省第三选区；在社会管理方面，朗绍是北汝拉市镇公共社区的组成部分。
截至2024年11月，朗绍市镇范围内暂无任何城市敏感街区及城市政策优先街区。
法国国家统计与经济研究所（简称“INSEE”）在进行数据统计时，未将朗绍划入任何城市核心区（Unité urbaine）及城市区（Aire urbaine）。自2020年起，朗绍被划入包含310个市镇的贝桑松城市辐射区。此外，INSEE还将朗绍市镇整体看作一个“块区”（IRIS），以便于统计人口分布情况。

## 交通

### 公路
A36高速公路经过朗绍市区北部并设有2.1号出入口，另有汝拉省省道D31线、D36线、D221线和D673线在朗绍境内交汇。
2021年，87.9%的朗绍家庭拥有至少一辆私人汽车。2022年，朗绍境内共发生各类交通事故2起，造成2人重伤。
| 2.1 | 4.5 |

| 隆斯勒索涅 | 91 |

| 多勒 | 21 |

| 贝桑松 | 26 |

### 铁路

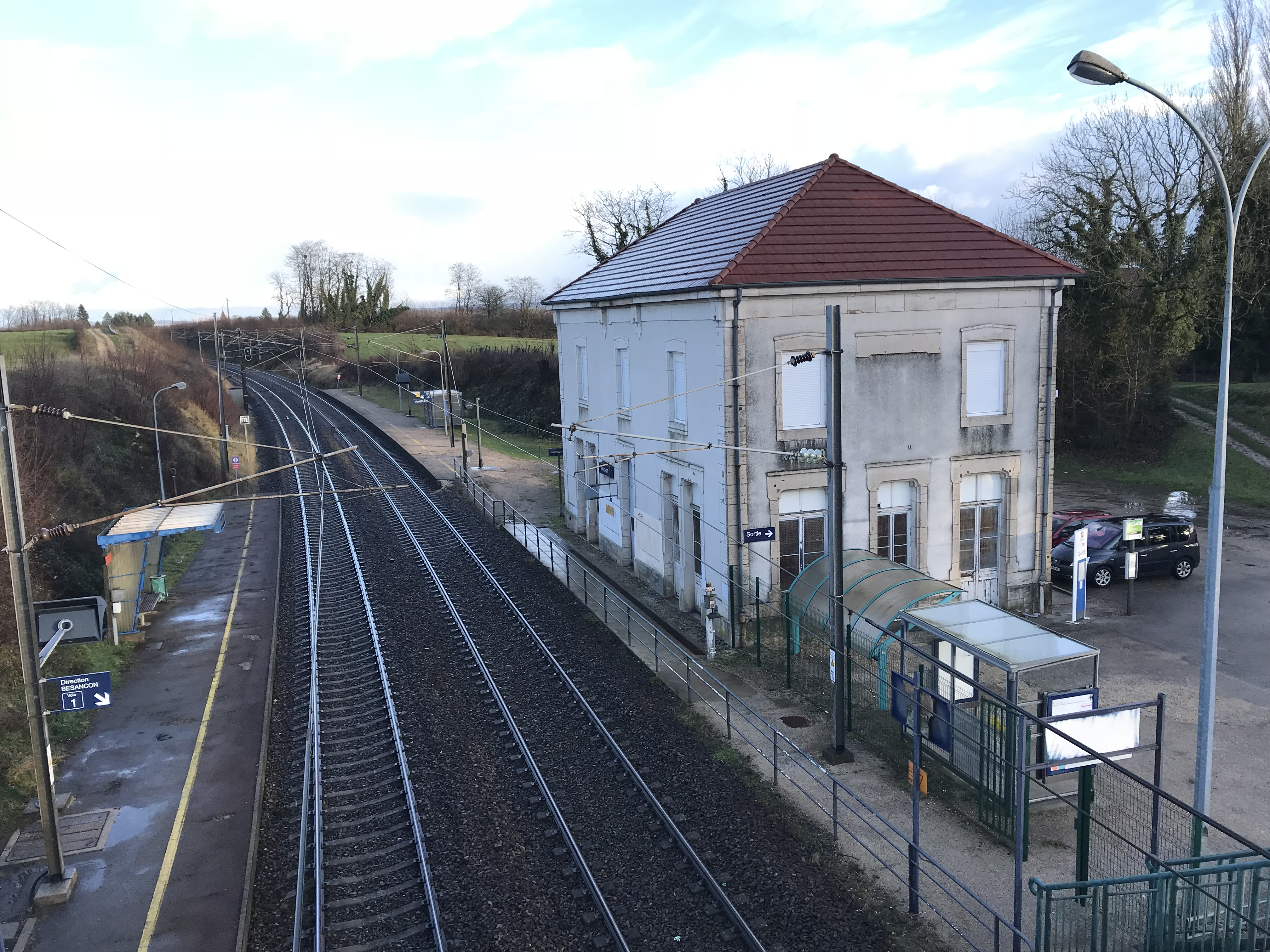
朗绍火车站

朗绍位于多勒—贝尔福铁路上。朗绍站位于朗绍市区北部，停靠往返于第戎和贝桑松一线的区域列车。

### 航空
朗绍距离多勒机场的公路里程大约29公里。

### 城市公共交通
截至2024年11月，朗绍暂无城市公共交通系统。

## 政治

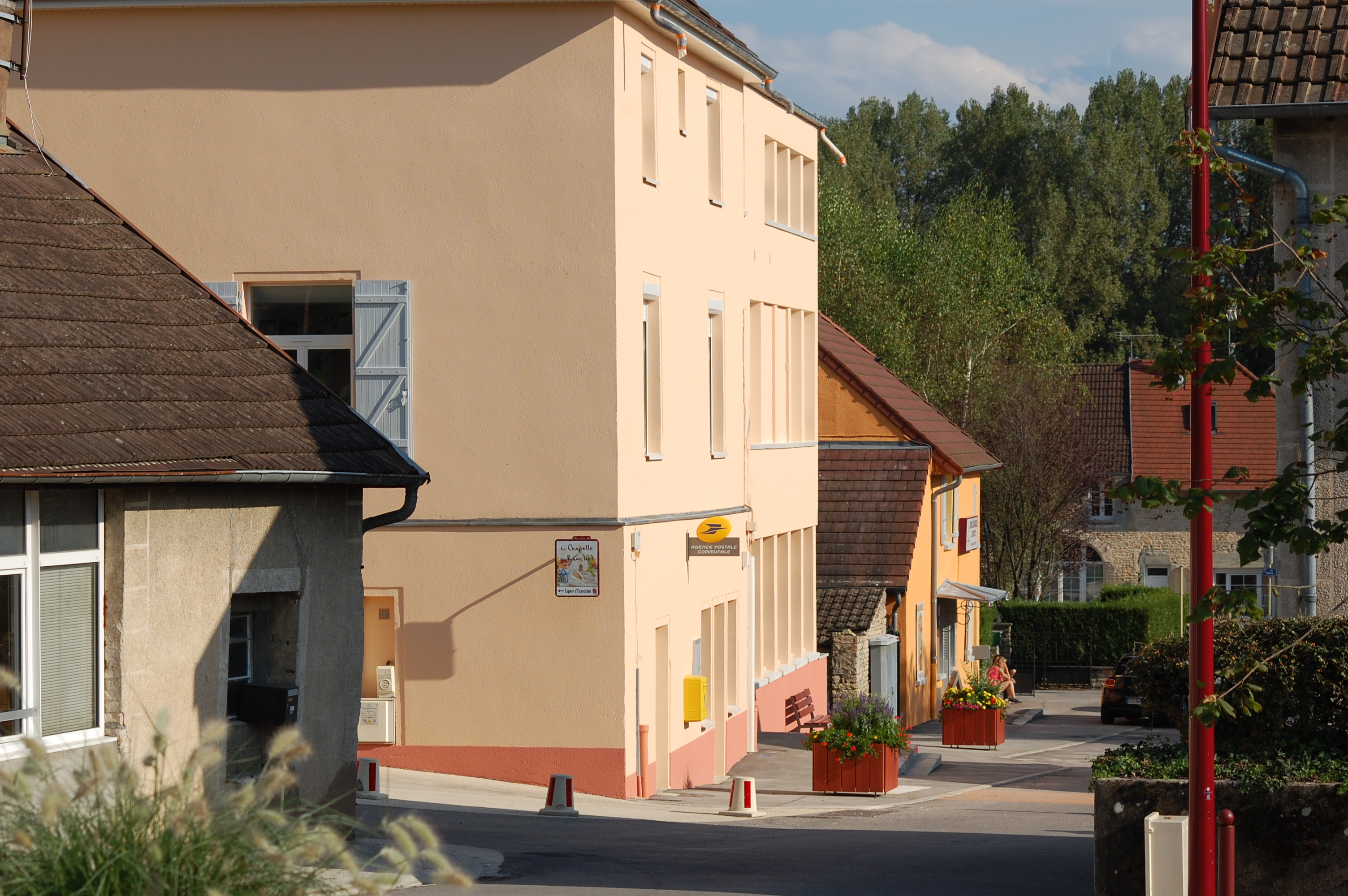
朗绍市政厅（侧面）

朗绍的现任市长为塞韦里娜·德维尔女士（Séverine DEVILLE），她是一名无党派人士，在2020年的市政选举中获得了100%的支持率（无其他候选人）。
在2022年的法国总统大选的第二轮选举中，法国极右翼政党国民阵线主席玛丽娜·勒庞在朗绍获得了61.72%的支持率。

## 人口
2021年，朗绍市镇人口数量为508，在法国排名第16,410位。其中男性246人，女性262人，75岁及以上人口占9.9%，外籍人口数量为9人，人口密度为74人/平方公里，当地居民被称为（男性）或（女性）。2022年，朗绍境内出生8人，死亡人口4人。
| 朗绍1901年－2021年人口变化情况 |
|                                |
| 数据来源：Cassini、INSEE       |

## 经济
2024年，朗绍市镇范围内共有各类用人单位（包含自雇）100家，比上一年同期新增3家。

## 财政与居民收入
2022年，朗绍的财政收入总额为273,810欧元，财政支出总额为206,040欧元，当年的债务总额为188,570欧元。2022年，朗绍市镇通过增值税获得1,650欧元的收入，此外当地还共获得了370欧元的国家直接财政补助。
| 朗绍居民收入情况                                 | 朗绍居民收入情况 | 朗绍居民收入情况      | 朗绍居民收入情况 |
| 内容                                             | 朗绍             | 法国                  | 统计年份         |
| ------------------------------------------------ | ---------------- | --------------------- | ---------------- |
| 征税家庭总数                                     | 216              | 1,081（法国市镇平均） | 2022年           |
| 居民平均月收入                                   | 2,034欧元        | 2,435欧元             | 2022年           |
| 高级职员人均月收入                               | 不详             | 4,331欧元             | 2021年           |
| 中级职员人均月收入                               | 不详             | 2,470欧元             | 2021年           |
| 普通职员人均月收入                               | 不详             | 1,801欧元             | 2021年           |
| 贫困率                                           | 不详             | 14.5%                 | 2020年           |
| 青壮年（15至64岁）失业率                         | 10.1%            | 7.4%                  | 2020年           |
| 征税家庭数量占比                                 | 43.2%            | 45.5%                 | 2020年           |
| 家庭年均纳税                                     | 1,707欧元        | 4,393欧元             | 2022年           |
| 资料来源：INSEE、L'Internaute、Le Journal du Net |                  |                       |                  |

## 社会事务

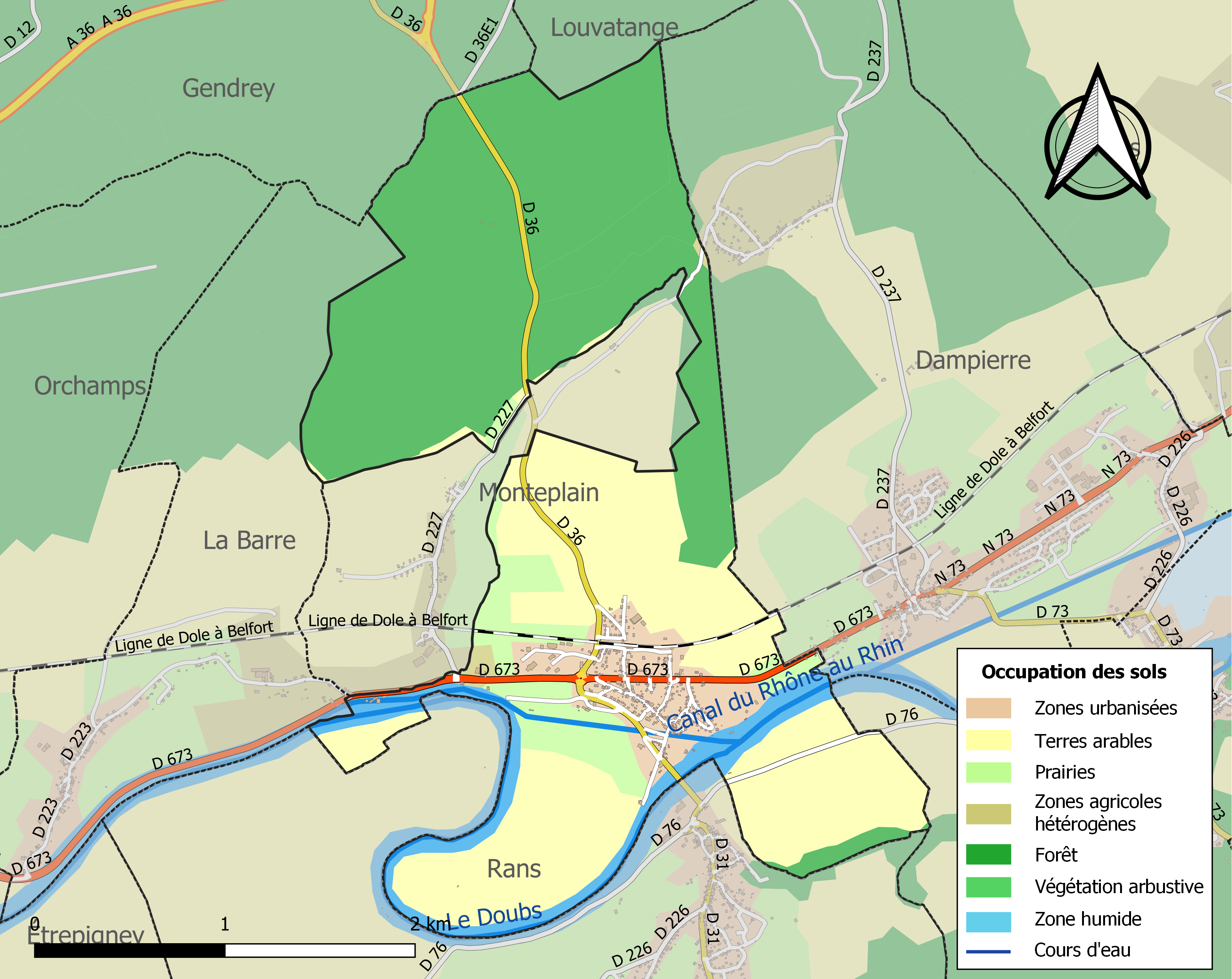
朗绍土地利用情况地图

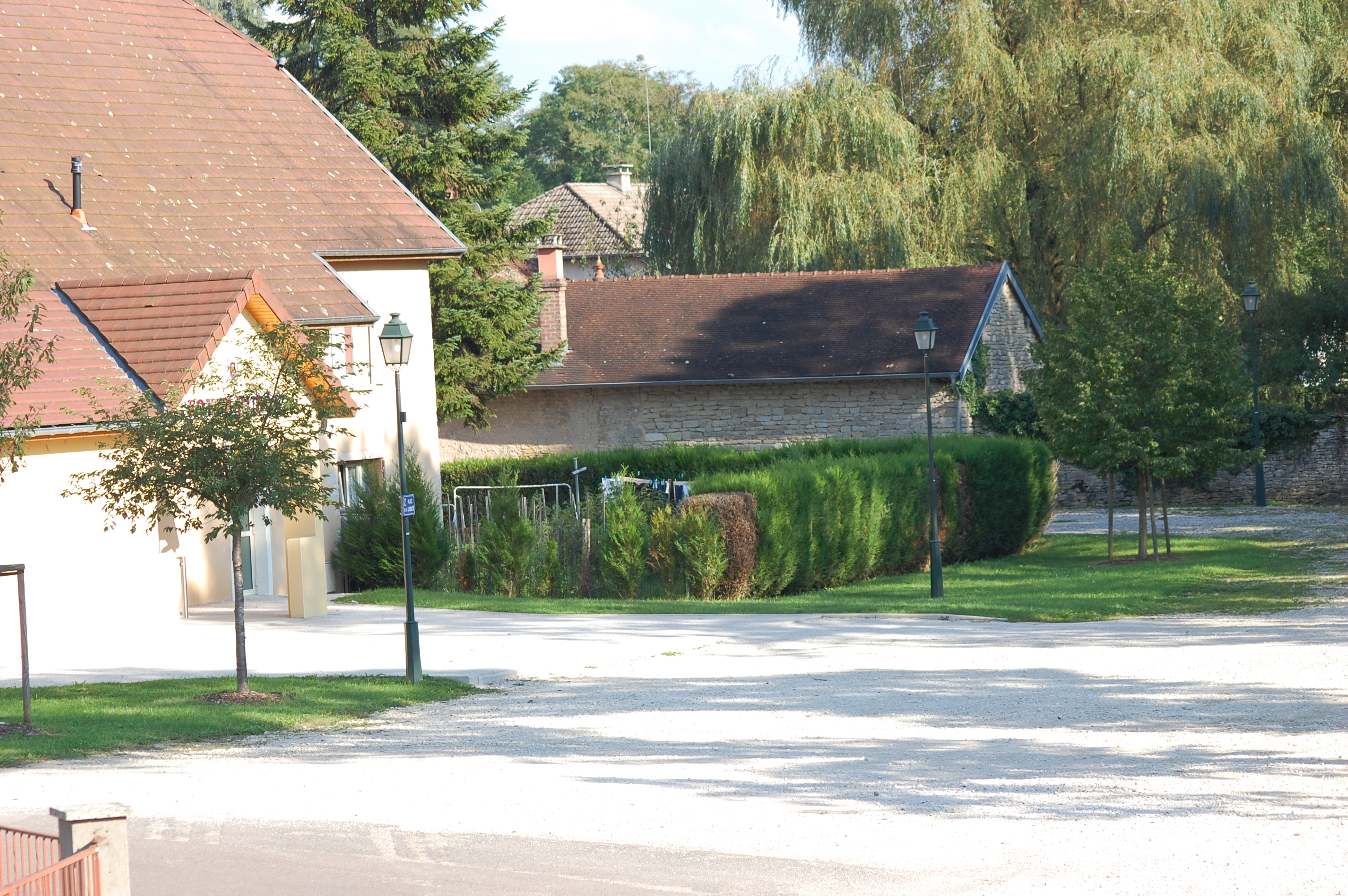
保罗·博尔内广场

### 教育
朗绍属于贝桑松学区。截至2023年1月1日，朗绍境内共有1所小学。

### 医疗
截至2023年1月1日，朗绍境内暂无任何医疗机构及相关从业人员。
贝桑松大学大区中心医院是法国的一个区域性医疗机构及大学教学医院，其主病区让·曼若医院（Hôpital Jean Minjoz）位于贝桑松市区西部，距离朗绍市区的正常车程大约22分钟，该院设有床位1,203个，是杜省规模最大的公立综合性医院。

### 住房
2021年，朗绍境内共有各类住房240套，其中84.2%为独立式住宅，14.2%为集中式住宅。常住房屋占朗绍市镇范围内居民建筑总量的95.8%。
在住房保障政策方面，2023年，朗绍境内共有85户家庭获得了家庭津贴补助，受益人数占总人口数量的16.7%，无人获得房租补助。

### 商业
2021年，朗绍境内共有各类实体商铺16家，其中餐厅1家、面包房2家、汽车维修店1家。

### 体育
2023年，朗绍境内共有1处足球或橄榄球场。
截至2024年11月，朗绍境内暂无任何注册足球俱乐部。

### 环境
朗绍的环境事务由其所属的北汝拉市镇公共社区联合各级政府协调负责。2021年，朗绍境内共有1家污染企业。

### 治安
2023年，朗绍市镇范围内累计记录各类案件18起，其中盗窃类案件5起，人身侵犯类案件5起，毒品交易类案件1起。

## 文化

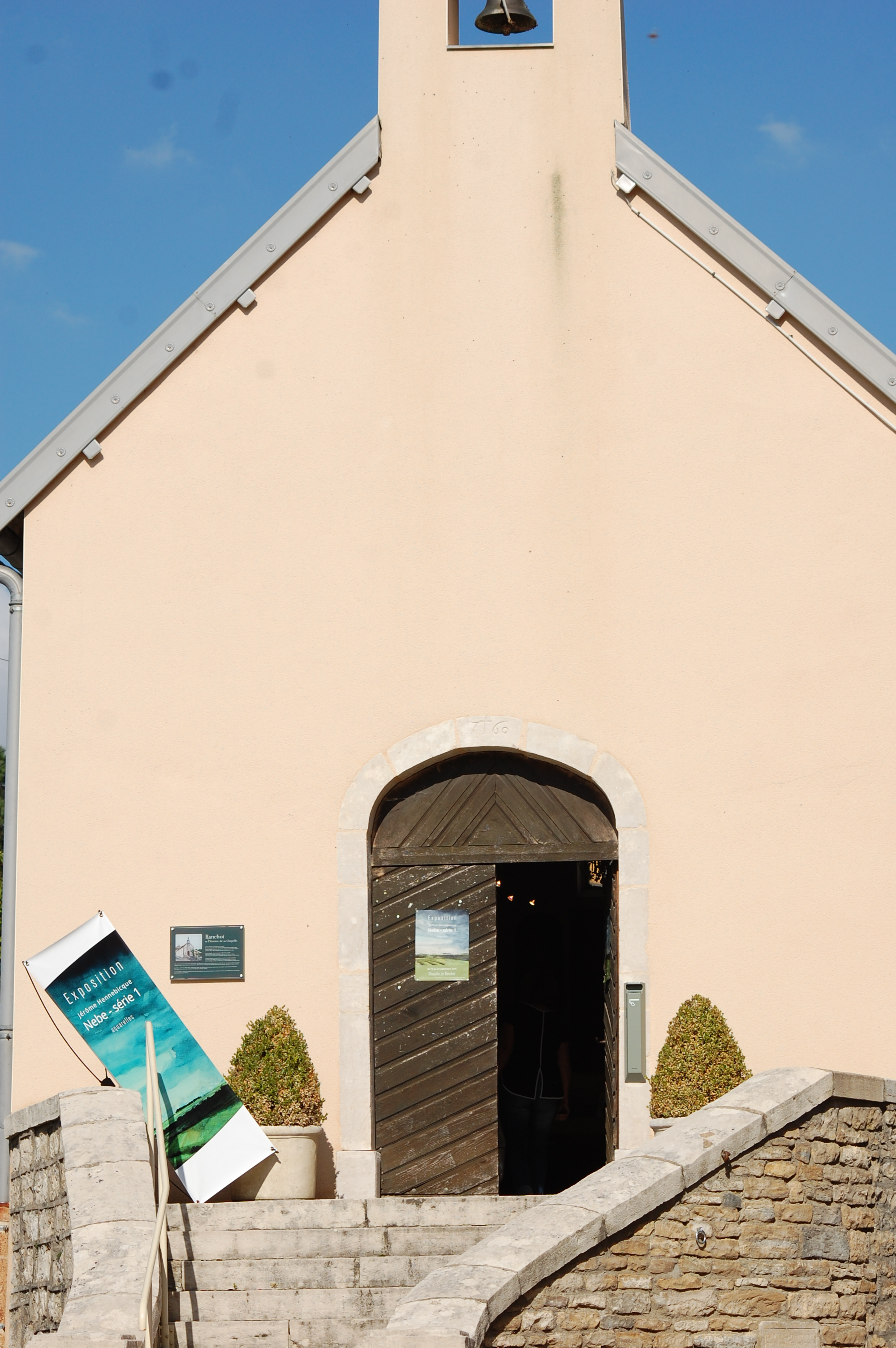
圣艾蒂安小教堂

2021年，朗绍境内暂无任何文化设施。

### 建筑
朗绍境内有多处历史建筑，其中圣艾蒂安小教堂及镇中心的水井亭等为当地的地标性建筑物。

### 旅游
朗绍的旅游事务由其所属的北汝拉市镇公共社区联合各级政府协调负责。2024年，朗绍境内共有1家酒店共计9间房间；另有1个露营地，可容纳共34辆露营车。

### 媒体
法国主要的媒体均可在朗绍接收，法国电视三台下属的勃艮第-弗朗什-孔泰大区频道在部分时段播出朗绍所在汝拉省的地方新闻。《汝拉之声》、《进步报》、蓝色法兰西贝桑松广播、天主教法语区广播汝拉省分台等是当地主要的地方性媒体。

## 友好城市
截至2024年11月，朗绍暂未与任何城市建立友好城市关系。